# 8724 Junkoehara
A 8724 Junkoehara (ideiglenes jelöléssel 1996 SK8) a Naprendszer kisbolygóövében található aszteroida. S. Otomo fedezte fel 1996. szeptember 17-én.